# فابيو بيرتولي
فابيو بيرتولي (بالإيطالية: Fabio Bertoli)‏ (20 أغسطس 1996 بمونتيشياري في إيطاليا - ) هو لاعب كرة قدم إيطالي في مركز الوسط. لعب مع نادي بريشيا.

## روابط خارجية
- فابيو بيرتولي على موقع قاعدة بيانات كرة القدم.إي يو (الإنجليزية)
- فابيو بيرتولي على موقع Soccerway.com (الإنجليزية)